# Tay Garnett
William Taylor (Tay) Garnett (Los Angeles, 13 juni 1894 – Sawtelle, 3 oktober 1977) was een Amerikaans filmregisseur.

## Levensloop
Tay Garnett diende tijdens de Eerste Wereldoorlog als gevechtspiloot. In 1920 debuteerde hij als scenarist. Hij werkte aanvankelijk in opdracht van Hal Roach en Mack Sennett, maar vanaf 1927 begon hij zelf te regisseren. Garnett was werkzaam in verschillende genres, met een lichte voorkeur voor avonturenfilms. Zijn bekendste prent is The Postman Always Rings Twice (1946) met John Garfield en Lana Turner in de hoofdrol. De film was voor zijn tijd erg expliciet in de voorstelling van ontrouw. Filmproducent Louis B. Mayer van MGM wilde daarom bijna de première verhinderen. Vanaf het einde van de jaren 50 was Garnett vooral actief als televisieregisseur.
Hij stierf op 83-jarige leeftijd aan de gevolgen van leukemie.

## Filmografie
- 1928: Celebrity
- 1928: The Spieler
- 1929: The Flying Fool
- 1929: Oh, Yeah?
- 1929: Officer O'Brien
- 1930: Her Man
- 1931: Bad Company
- 1932: Prestige
- 1932: One Way Passage
- 1932: Okay, America!
- 1933: Destination Unknown
- 1933: S.O.S. Eisberg
- 1935: China Seas
- 1935: Professional Soldier
- 1935: She Couldn't Take It
- 1937: Love Is News
- 1937: Slave Ship
- 1937: Stand-In
- 1938: Joy of Living
- 1938: Trade Winds
- 1939: Eternally Yours
- 1939: Slightly Honorable
- 1940: Seven Sinners
- 1941: Cheers for Miss Bishop
- 1942: My Favorite Spy
- 1943: Bataan
- 1943: The Cross of Lorraine
- 1944: Mrs. Parkington
- 1945: The Valley of Decision
- 1946: The Postman Always Rings Twice
- 1947: Wild Harvest
- 1949: A Connecticut Yankee in King Arthur's Court
- 1950: The Fireball
- 1951: Soldiers Three
- 1951: Cause for Alarm!
- 1952: One Minute to Zero
- 1953: Main Street to Broadway
- 1954: The Black Knight
- 1960: A Terrible Beauty
- 1963: Cattle King
- 1970: The Delta Factor
- 1975: Challenge to Be Free
- 1975: Timber Tramps